# José Asajirō Satowaki
Mons. José Asajirô Satowaki (里脇 浅次郎 Satowaki Asajirō) (1 de febrero de 1904 - 8 de agosto de 1996) fue un cardenal japonés de la Iglesia católica. Sirvió como Arzobispo de Nagasaki de 1968 a 1990, y fue elevado a Cardenal en 1979.

## Biografía
Satowaki nació en Shittsu y posteriormente estudió en el Seminario de Nagasaki de donde fue enviado a estudiar en la Pontificia Universidad Urbaniana en Roma y en la Universidad Católica de América en Washington D. C. Como seminarista en Roma, fue invitado a ingresar al Convento franciscano polaco donde conoció al fraile y futuro mártir polaco Maximiliano Kolbe al llegar este a Japón a una importante misión.

### Sacerdocio
Fue ordenado el 17 de diciembre de 1932. Comenzó a realizar trabajo pastoral en la Arquidiócesis de Nagasaki Fue administrador apostólico en Taiwán de 1941 a 1945 y rector del seminario de Nagasaki de 1945 a 1947. 
Entre 1945 y 1955 fue vicario general y editor del periódico diocesano y profesor en escuelas católicas.

## Episcopado

### Obispo de Kagoshima
El 25 de febrero de 1955, Satowaki fue nombrado Obispo de Kagoshima por el Papa Pío XII. Recibió la consagración episcopal el 3 de mayo del mismo año del Arzobispo Maximilien de Furstenberg, junto con los obispos Pablo Aijirô Yamaguchi y Pablo Yoshigoro Taguchi en la iglesia de Nuestra Señora de los mártires en Nagasaki. 

### Arzobispo de Nagasaki
Fue uno de los asistentes al Concilio Vaticano II de 1962 a 1965 en donde fue promovido para la Arquidiócesis de Nagasaki lo cual fue concedido por el papa Pablo VI el 19 de diciembre de 1968. Fue elegido también como presidente de la Conferencia episcopal japonesa.

### Cardenalato
El Papa Juan Pablo II lo creó cardenal de S. Maria della Pace en el consistorio papal del 30 de junio de 1979. Fue el tercer cardenal japonés en la historia. El 8 de febrero de 1990 fue relevado del Arzobispado de Nagasaki por Mons. Francisco Javier Kaname Shimamoto pasando a ser Arzobispo emérito a partir de entonces hasta su muerte.

## Fallecimiento
Satowaki murió en Nagasaki a la edad de 92 años en 1996. Se encuentra enterrado en el cementerio de Akagi.